# Чемпионат Санкт-Петербурга по шахматам
Чемпионат Санкт-Петербурга по шахматам — ежегодное спортивное соревнование. В настоящее время организаторами чемпионата выступают Комитет по физической культуре и спорту Санкт-Петербурга, ГУ «Центр подготовки сборных команд Санкт-Петербурга» и Санкт-Петербургская шахматная федерация. Является отборочным турниром к Высшей лиге чемпионата России.

## История

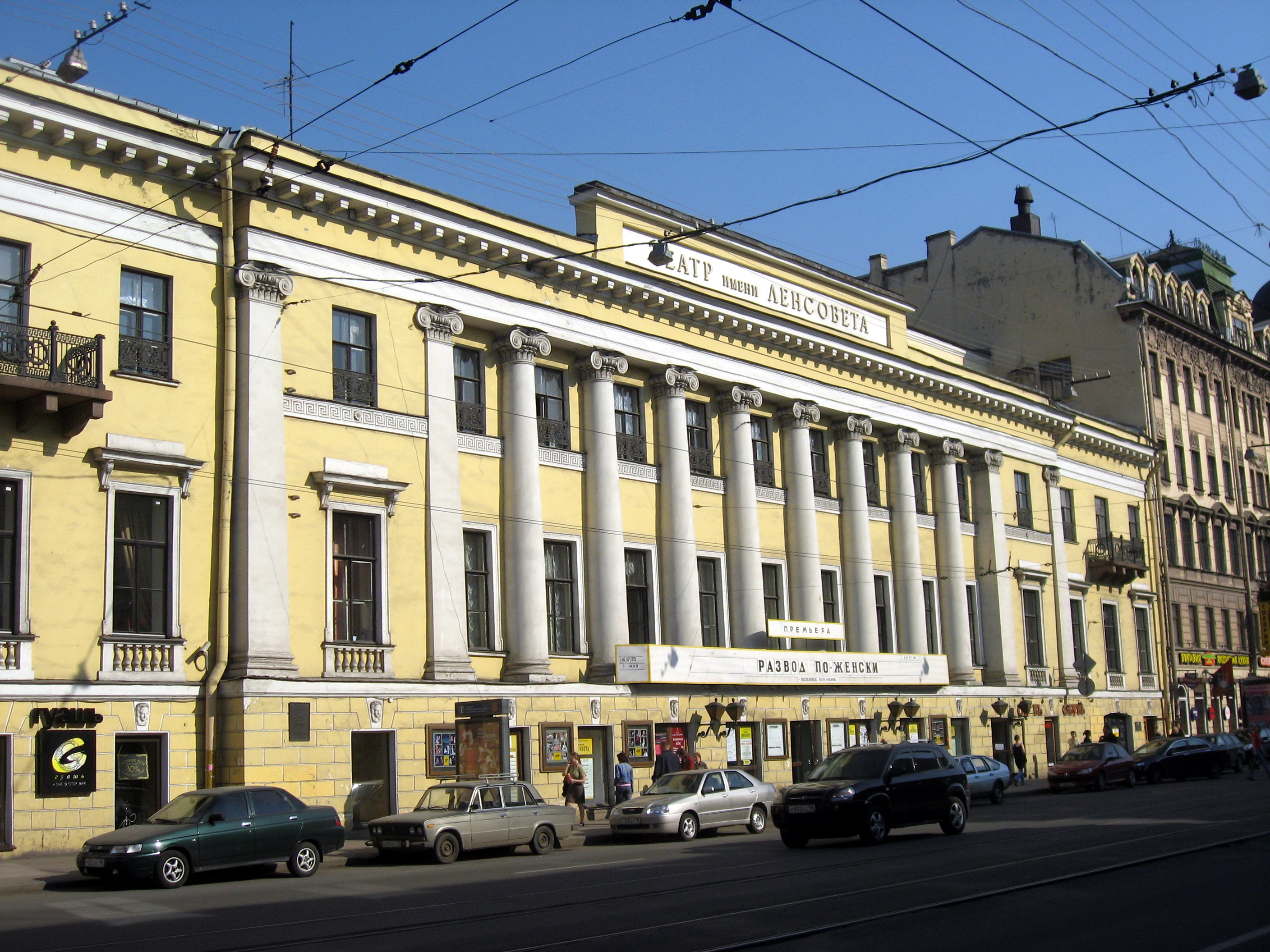
Место проведения первых городских чемпионатов

В дореволюционную пору чемпионаты Санкт-Петербурга официально не проводились. Сильнейших шахматистов города выявляли в небольших турнирах или матчах. Первый официальный чемпионат, проведённый Петроградским шахматным собранием, состоялся в 1920 году в здании по проспекту Нахимсона, д. 12. Победителем стал преподаватель математики Илья Рабинович. Состав участников изначально складывался на основе персональных приглашений, позднее по итогам отборочных состязаний. Начиная с 1943 года чемпионаты проводятся ежегодно (кроме 1951 года). Пять раз чемпионами становились Марк Тайманов (1948, 1950, 1952, 1961, 1973) и Андрей Лукин (1972, 1978, 1981, 1983, 1988), четыре раза Марк Цейтлин (1970, 1975, 1976, 1978).

## Чемпионаты Петрограда с 1920 по 1923
| № | Год  | Чемпион           | Результат | Система турнира |
| - | ---- | ----------------- | --------- | --------------- |
| 1 | 1920 | Рабинович Илья    | 10 из 11  | круговая        |
| 2 | 1922 | Левенфиш Григорий | 9 из 11   | круговая        |

## Чемпионаты Ленинграда с 1924 по 1991

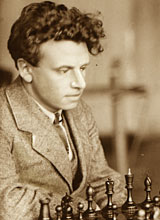
Ильин-Женевский Александр

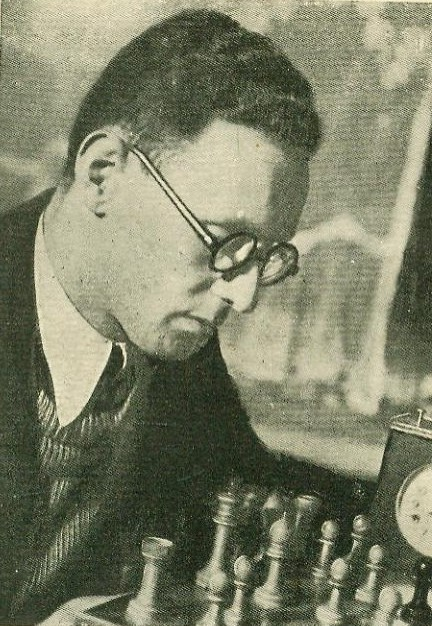
Михаил Ботвинник

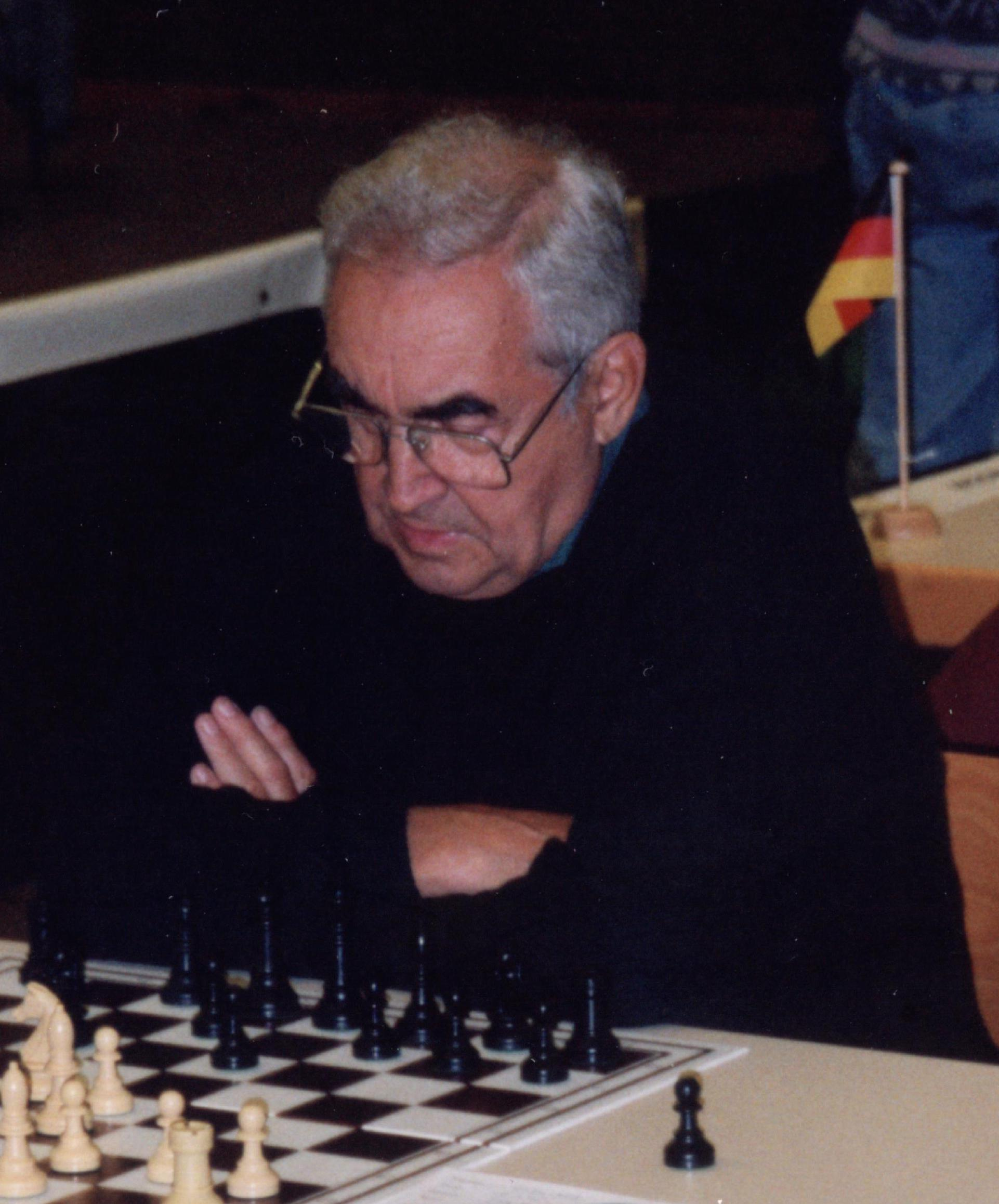
Марк Тайманов

- Жирным шрифтом выделен чемпион, победивший в дополнительном матче (матч-турнире).

| №  | Год     | Чемпион(ы)                                                                  | Результат                                                    | Система турнира |
| -- | ------- | --------------------------------------------------------------------------- | ------------------------------------------------------------ | --------------- |
| 3  | 1924    | Левенфиш Григорий                                                           | 8½ из 10                                                     | круговая        |
| 4  | 1925    | Ильин-Женевский Александр Левенфиш Григорий Рабинович Илья Романовский Пётр | 8½ из 11                                                     | круговая        |
| 5  | 1926    | Ильин-Женевский Александр                                                   | 7½ из 9                                                      | круговая        |
| 6  | 1928    | Рабинович Илья                                                              | 12½ из 15                                                    | круговая        |
| 7  | 1929    | Ильин-Женевский Александр                                                   | 5½ из 7                                                      | круговая        |
| 8  | 1930/31 | Ботвинник Михаил                                                            | 14 из 17                                                     | круговая        |
| 9  | 1932    | Ботвинник Михаил                                                            | 10 из 11 (+9 −0 =2)                                          | круговая        |
| 10 | 1933/34 | Алаторцев Владимир Лисицын Георгий                                          | 11 из 15                                                     | круговая        |
| 11 | 1936    | Рагозин Вячеслав                                                            | 10 из 14                                                     | круговая        |
| 12 | 1937    | Ровнер Дмитрий Толуш Александр Чеховер Виталий                              | 10 из 15                                                     | круговая        |
| 13 | 1938    | Толуш Александр                                                             | 10½ из 13                                                    | круговая        |
| 14 | 1939    | Лисицын Георгий                                                             | 10 из 15                                                     | круговая        |
| 15 | 1940    | Рабинович Илья                                                              | 12 из 16                                                     | круговая        |
| 16 | 1941    | Не закончен                                                                 |                                                              | круговая        |
| 17 | 1943    | Скляров Фёдор                                                               | 7 из 9                                                       | круговая        |
| 18 | 1944    | Модель Абрам                                                                | 8 из 9                                                       | круговая        |
| 19 | 1945    | Рагозин Вячеслав                                                            | 17 из 22 (+15 −3 =4)                                         | круговая        |
| 20 | 1946    | Толуш Александр                                                             | 11½ из 17 (+9 −3 =5)                                         | круговая        |
| 21 | 1947    | Лисицын Георгий Толуш Александр                                             | 11½ из 17                                                    | круговая        |
| 22 | 1948    | Тайманов Марк                                                               | 12½ из 17                                                    | круговая        |
| 23 | 1949    | Чеховер Виталий                                                             | 13 из 18                                                     | круговая        |
| 24 | 1950    | Тайманов Марк                                                               | 9½ из 13                                                     | круговая        |
| 25 | 1952    | Тайманов Марк                                                               | 11½ из 13                                                    | круговая        |
| 26 | 1953    | Фурман Семён                                                                | 10 из 13                                                     | круговая        |
| 27 | 1954    | Копылов Николай Толуш Александр Фурман Семён                                | 9 из 12                                                      | круговая        |
| 28 | 1955    | Корчной Виктор                                                              | 17 из 19                                                     | круговая        |
| 29 | 1956    | Кондратьев Павел                                                            | 10½ из 16 (+7 −2 =7)                                         | круговая        |
| 30 | 1957    | Корчной Виктор Фурман Семён                                                 | 14 из 18                                                     | круговая        |
| 31 | 1958    | Рубель Игорь                                                                | 12½ из 17                                                    | круговая        |
| 32 | 1959    | Спасский Борис                                                              | 14 из 17 (+11 −0 =6)                                         | круговая        |
| 33 | 1960    | Шишкин Владимир                                                             | 12 из 17 (+10 −3 =4)                                         | круговая        |
| 34 | 1961    | Спасский Борис Тайманов Марк                                                | 13 из 18                                                     | круговая        |
| 35 | 1962    | Кламан Константин                                                           | 9½ из 13                                                     | круговая        |
| 36 | 1963    | Владимиров Борис                                                            | 9 из 13                                                      | круговая        |
| 37 | 1964    | Корчной Виктор                                                              | 15 из 17                                                     | круговая        |
| 38 | 1965    | Карасёв Владимир Файбисович Вадим                                           | 11½ из 16                                                    | круговая        |
| 39 | 1966    | Рубан Евгений                                                               | 9½ из 13                                                     | круговая        |
| 40 | 1967    | Быков Владимир Цейтлин Марк Черепков Александр                              | 10 из 15 (+6 −1 =8) 10 из 15 (+7 −2 =6) 10 из 15 (+5 −0 =10) | круговая        |
| 41 | 1968    | Быков Владимир Оснос Вячеслав Черепков Александр                            | 12½ из 17                                                    | круговая        |
| 42 | 1969    | Файбисович Вадим                                                            | 10½ из 16                                                    | круговая        |
| 43 | 1970    | Карасёв Владимир Цейтлин Марк                                               | 11½ из 17                                                    | круговая        |
| 44 | 1971    | Оснос Вячеслав                                                              | 9 из 13                                                      | круговая        |
| 45 | 1972    | Лукин Андрей                                                                | 11½ из 17                                                    | круговая        |
| 46 | 1973    | Тайманов Марк                                                               | 9 из 14 (+6 −2 =6)                                           | круговая        |
| 47 | 1974    | Карасёв Владимир                                                            | 10½ из 15                                                    | круговая        |
| 48 | 1975    | Цейтлин Марк                                                                | 10½ из 15                                                    | круговая        |
| 49 | 1976    | Цейтлин Марк                                                                | 11 из 15                                                     | круговая        |
| 50 | 1977    | Файбисович Вадим                                                            | 10½ из 16 (+7 −2 =7)                                         | круговая        |
| 51 | 1978    | Лукин Андрей Цейтлин Марк                                                   | 12½ из 17                                                    | круговая        |
| 52 | 1979    | Половодин Игорь Цейтлин Марк Воротников Владислав                           | 11½ из 17                                                    | круговая        |
| 53 | 1980    | Оснос Вячеслав                                                              | 12 из 17                                                     | круговая        |
| 54 | 1981    | Лукин Андрей                                                                | 12½ из 17                                                    | круговая        |
| 55 | 1982    | Карасёв Владимир Лукин Андрей Черепков Александр Цейтлин Марк               | 11 из 16                                                     | круговая        |
| 56 | 1983    | Лукин Андрей                                                                | 11 из 17                                                     | круговая        |
| 57 | 1984    | Юдасин Леонид                                                               | 13 из 17                                                     | круговая        |
| 58 | 1985    | Воротников Владислав Ермолинский Алексей                                    | 11 из 15                                                     | круговая        |
| 59 | 1986    | Соложенкин Евгений                                                          | 9½ из 15                                                     | круговая        |
| 60 | 1987    | Епишин Владимир                                                             | 11½ из 16                                                    | круговая        |
| 61 | 1988    | Лукин Андрей                                                                | 10 из 15                                                     | круговая        |
| 62 | 1989    | Юнеев Алексей                                                               | 8 из 13                                                      | круговая        |
| 63 | 1990    | Сакаев Константин Иванов Алексей                                            | 8½ из 13                                                     | круговая        |
| 64 | 1991    | Иванов Сергей                                                               | 10 из 13                                                     | круговая        |

## Чемпионаты Санкт-Петербурга с 1992

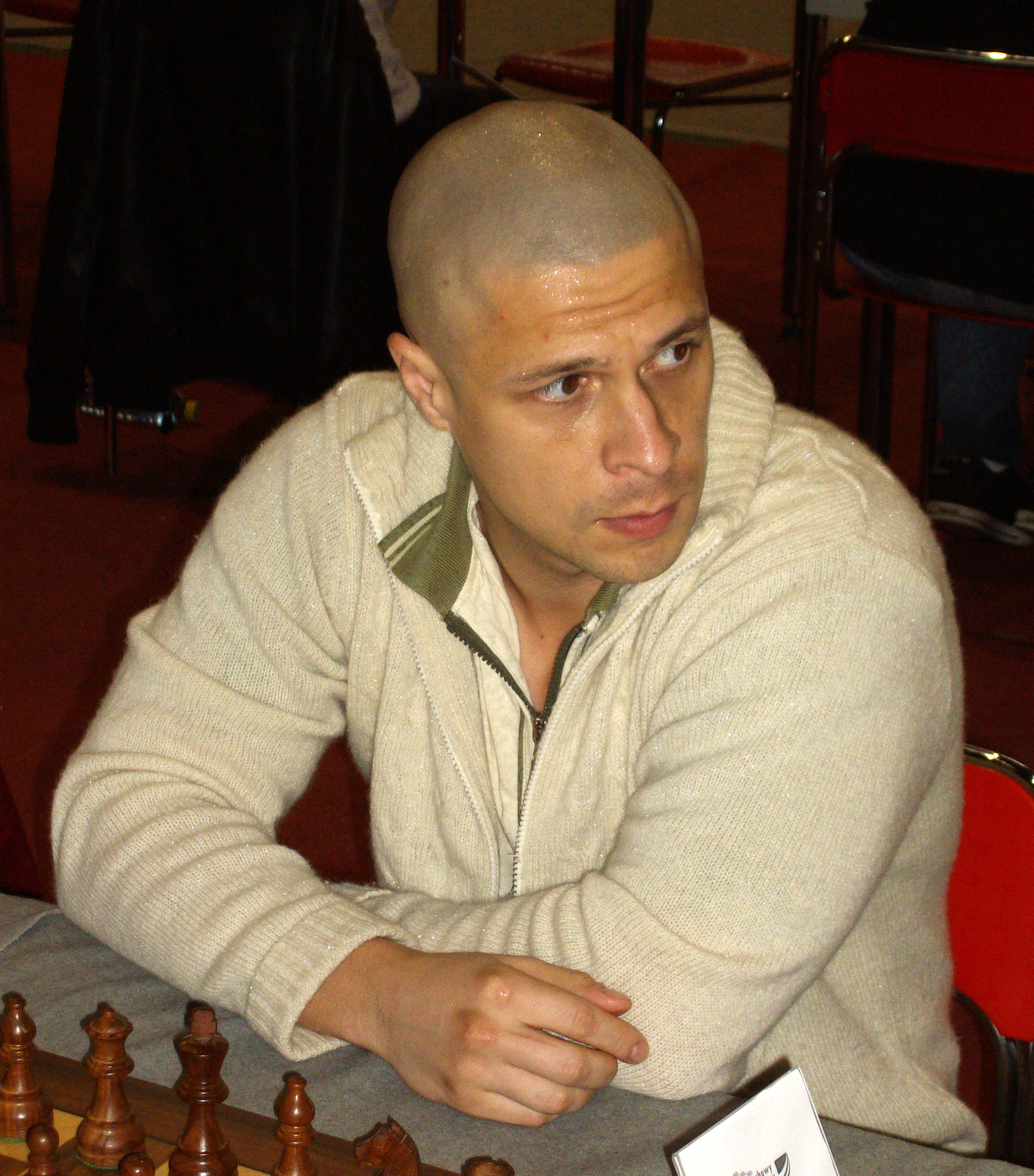
Василий Емелин

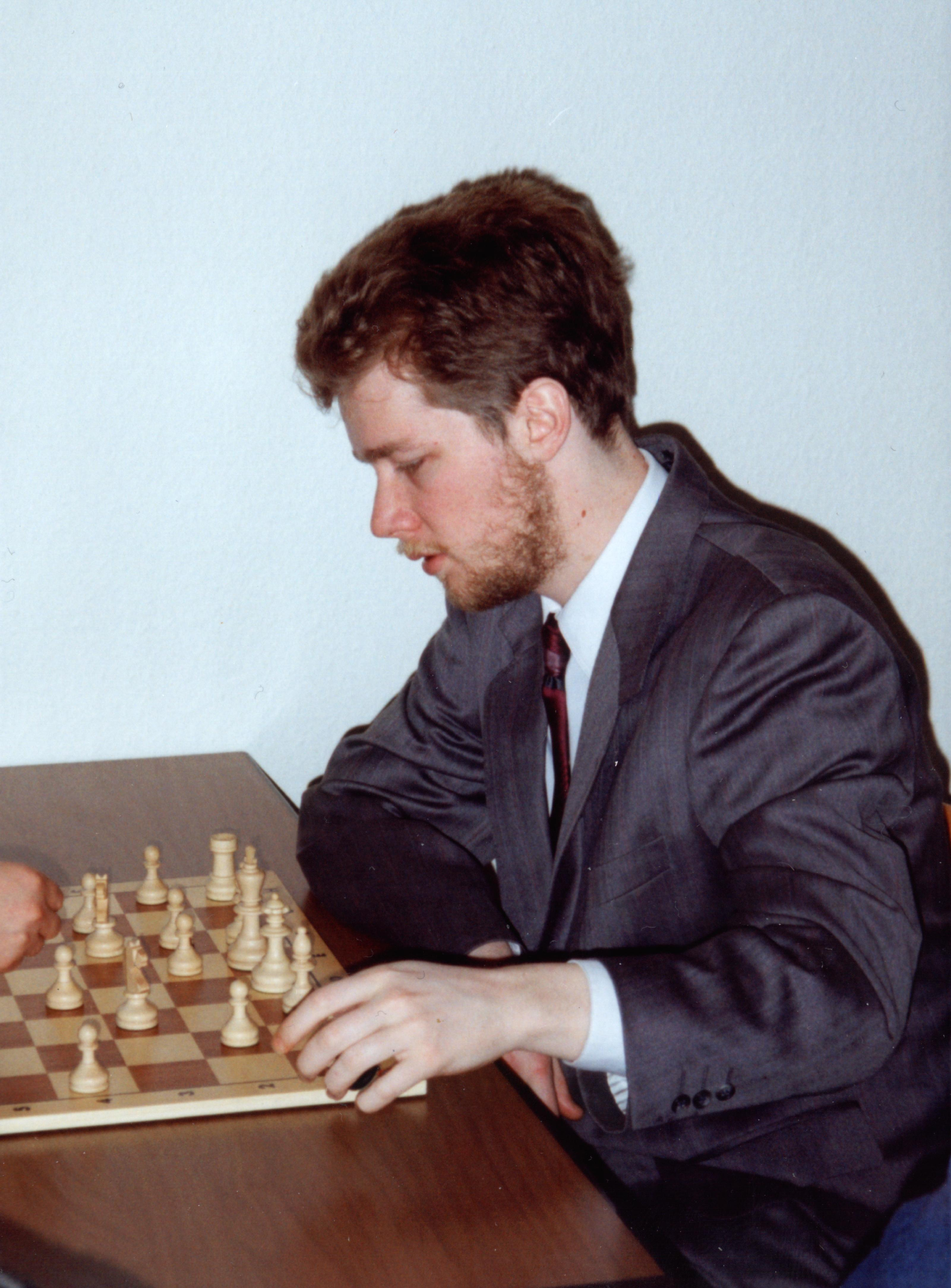
Александр Халифман

| №  | Год  | Чемпион(ы)                                       | Результат            | Система турнира             |
| -- | ---- | ------------------------------------------------ | -------------------- | --------------------------- |
| 65 | 1992 | Иванов Сергей                                    | 8½ из 11 (+ − =)     | швейцарская (46 участников) |
| 66 | 1993 | Емелин Василий                                   | 8½ из 11 (+ − =)     | швейцарская (46 участников) |
| 67 | 1994 | Иванов Сергей                                    | 9 из 11 (+ − =)      | круговая                    |
| 68 | 1995 | Свидлер Пётр                                     | 8½ из 12 (+5 −0 =7)  | круговая                    |
| 69 | 1996 | Халифман Александр                               | 9 из 13 (+5 −0 =8)   | круговая                    |
| 70 | 1997 | Халифман Александр                               | 6½ из 9 (+4 −0 =5)   | швейцарская (34 участника)  |
| 71 | 1998 | Соложенкин Евгений                               | 9½ из 13 (+6 −0 =7)  | круговая                    |
| 72 | 1999 | Шапошников Евгений                               | 6½ из 9 (+5 −1 =3)   | швейцарская (28 участников) |
| 73 | 2000 | Логинов Валерий                                  | 7 из 11 (+5 −2 =4)   | круговая                    |
| 74 | 2001 | Попов Валерий                                    | 7½ из 11 (+5 −1 =5)  | круговая                    |
| 75 | 2002 | Емелин Василий                                   | 7 из 9 (+5 −0 =4)    | круговая                    |
| 76 | 2003 | Евсеев Денис                                     | 8 из 12 (+4 −0 =8)   | круговая                    |
| 77 | 2004 | Логинов Валерий                                  | 7 из 10 (+4 −0 =6)   | круговая                    |
| 78 | 2005 | Логинов Валерий                                  | 8 из 11 (+6 −1 =4)   | круговая                    |
| 79 | 2006 | Попов Валерий                                    | 8 из 11 (+6 −1 =4)   | круговая                    |
| 80 | 2007 | Макаров Марат                                    | 6½ из 11 (+2 −0 =9)  | круговая                    |
| 81 | 2008 | Гоганов Алексей                                  | 9½ из 13             | круговая                    |
| 82 | 2009 | Матлаков Максим                                  | 6½ из 10 (+4 −1 =5)  | круговая                    |
| 83 | 2010 | Хайруллин Ильдар                                 | 7 из 11 (+3 −0 =8)   | круговая                    |
| 84 | 2011 | Емелин Василий                                   | 8 из 11 (+6 −1 =4)   | круговая                    |
| 85 | 2012 | Шиманов Александр                                | из (+ − =)           | круговая                    |
| 86 | 2013 | Евсеев Денис                                     | из (+ − =)           | круговая                    |
| 87 | 2014 | Евсеев Денис победил на тайбрейке Валерия Попова | 7,5 из 11 (+5 −1 =5) | круговая                    |
| 88 | 2015 | Зензера Алексей                                  | 7,5 из 11 (+5 −1 =5) | круговая                    |
| 89 | 2016 | Гоганов Алексей                                  | 8,5 из 11 (+ − =)    | круговая                    |
| 90 | 2017 | Алексеев Евгений                                 | 8½ из 11 (+6 −0 =5)  | круговая                    |
| 91 | 2018 | Лобанов Сергей                                   | 8½ из 11 (+7 −1 =3)  | круговая                    |
| 92 | 2019 | Левин Евгений                                    | 7½ из 11 (+4 −0 =7)  | круговая                    |
| 93 | 2020 | Гоганов Алексей                                  | 7 из 9 (+5 −0 =4)    | швейцарская (20 участников) |
| 94 | 2021 | Гоганов Алексей                                  | 7 из 9 (+5 −0 =4)    | швейцарская (19 участников) |
| 95 | 2022 | Епишин Владимир                                  | 6 из 9 (+3 −0 =6)    | швейцарская (15 участников) |
| 96 | 2023 | Алексеев Евгений                                 | 6,5 из 9 (+4 −0 =5)  | швейцарская (20 участников) |
| 97 | 2024 | Зубрицкий Артём                                  | 6,5 из 9 (+4 −0 =5)  | швейцарская (24 участника)  |